# Tóték (rádiójáték)
A Tóték Örkény István művének rádióváltozata, melyet Szinetár Miklós rendezett. A felvételt Galydos Ferenc és Kosárczki Péter készítette. Zenéjét összeállította: Kelemen László. A rendező munkatársai: Ózer Imre és Bódog Pál. Dramaturg: Bárdos Pál.

## Szereposztás
- Tót...Szabó Gyula
- Mariska...Dajka Margit
- Ágika...Schütz Ila
- Az őrnagy...Latinovits Zoltán
- Postás...Rajz János
- Tomaji...Balázs Samu
- Lőrinc úr...Kozák László
- Gizi Gézáné...Ronyecz Mária
- A lajt tulajdonosa...Kibédi Ervin
- Cipriáni...Körmendi János
- Női hang...Szécsi Ilma

## Külső hivatkozások
- [halott link]